# Solkan
Solkan (olasz nyelven: Salcano, németül:Sollingen, vagy Solcano) falu Nyugat-Szlovéniában, a Goriška statisztikai régióban, a szlovén-olasz határon. Közigazgatásilag Nova Goricához tartozik. Lakosságának száma 3272 fő. Bár a település Nova Gorica elővárosi övezetéhez tartozik, ugyanakkor mégis megőrizte önállóságát, amely történelmi múltjából és a helyi lakosság identitásából fakad.

## Történelme
Solkant 1001-ben említik először ugyanabban a dokumentumban, mint az Olaszországban található szomszédos várost, Goriziát. Míg Gorizia Gorizia megye idején vált városias településsé a középkorban, addig Solkan továbbra is megőrizte túlnyomórészt vidékies jellegét. Goriziával ellentétben itt nem tudott nagyobb befolyást szerezni a friuli és az olasz nyelv és kultúra, ezért a település mind a mai napig megőrizte eredeti szlovén ajkú lakosságát és szlovén karakterisztikáját.
A tizennyolcadik században Solkan és környékének beépítése elkezdődött, mivel számos nemesi család épített a környéken és a faluban kúriát. A tizenkilencedik század második felében a bútoripar fontos központjává vált. A közeli Gorizia terjeszkedése miatt a település elővárossá változott. 
Az 1910-es osztrák népszámlálás adatai alapján Solkan lakossága abban az időben 3075 fő volt, akiknek 90,3%-a szlovén nemzetiségű, míg a többi főleg német ajkúakból (5,2%) és néhány olasz-friuli famíliából állt.
Az első világháború idején a település szinte teljesen megsemmisült az Isonzói csaták során. Az Osztrák–Magyar Monarchia összeomlása után 1918-ban az Olasz Királyság részévé vált Gorizia és Gradisca megye részeként. A falu szlovén lakossága sokat szenvedett az Olaszosítás során a fasiszta időkben az 1920-as és 1940-es években. 1925-ben elvesztette települési önállóságát és összeolvadt Goriziával. Mindazonáltal Solkan továbbra is különálló település maradt az összeolvadás ellenére is. A második világháború alatt az egyik legfőbb partizán ellenállási központnak számított.
1947-ben Solkant Jugoszláviához csatolták, miközben Gorizia Olaszország része maradt, amely elvágta a két település további közeledést egymás felé. Még ugyanebben az évben az új város, Nova Gorica építésének megkezdése területeket hasított ki a korábban Solkanhoz tartozó szőlőterületekből és termőföldekből. 1952-ben Nova Gorica létrejött és terjeszkedése során lassanként Solkan is a város részévé vált. Ezután gyakorlatilag összeolvadt Nova Goricával, ugyanakkor megőrizte települési függetlenségét és a sűrűn hangoztatott helyi identitását.

## Nyelvek, nemzetiségek és kultúra
Solkan mindig is túlnyomórészt szlovén település maradt. Az idők során azonban számos népcsoport megfordult itt. A középkor óta élnek itt friuliak, akik napjainkra többnyire beolvadtak a szlovén többségbe. Olaszok főleg a tizenkilencedik század végétől, a huszadik század elejéig éltek itt, ám 1947 után átköltöztek Olaszországba, és, akik itt maradtak azok is többnyire beolvadtak a helyi többségbe. A korábbi Jugoszlávia területéről a hetvenes évek elején kezdtek el érkezni a bevándorlók. Manapság a szlovénok képezik a lakosság 90%-át, míg a maradék 10 százalékot szerbek, horvátok, bosnyákok és egy kisebb létszámú olasz és albán kisebbség alkotja.
Az 1991-es népszámlálási adatok alapján a helyi lakosság 91%-a szlovén anyanyelvű volt. A szerbhorvát a maga 8%-os arányával a második legjelentősebb nyelvcsalád volt a településen. Solkan eredeti lakosai a szlovén nyelv karsztvidéki változatát beszélik. E dialektus solkani változata szolgált a Nova Goricában kialakult városi dialektus alapjául, amelyet azonban a városban letelepedők második generációja már nem igazán használt. A Solkanban használt dialektus országszerte ismertté a kilencvenes években vált, mivel a dalszövegíró-énekes Iztok Mlakar dalaiban és szövegeiben ezt használta.
Solkan kultúráját nagyban befolyásolta a szomszédos olasz Friuli régió közelsége. Ez a hatás érezhetően megjelenik a konyhaművészetben, a nyelvhasználatban és a hagyományokban.
A település egyik legfőbb nevezetessége a Solkan-híd, melyet 1904 és 1905 között építettek. A híd az Isonzó fölött ível át a Jesenice-Nova Gorica vasútvonal részeként. A híd teljes hossza 220 méter, míg középső ívének szélessége 85 méter, amely a legnagyobb kőből készült ívhíddá teszi a világon.

## Híres személyek
A településen született, vagy élt híres, ismert személyek a következők:
- Jure Franko, síző
- Ivo Hvalica, politikus (Szlovén Demokratikus Párt)
- Klement Jug, filozófus és hegymászó
- Boris Kalin, szobrász
- Zdenko Kalin, szobrász
- Milan Klemenčič, szlovén bábművész
- Andrej Komel Sočebran, officer of the Austro-Hungarian Army and creator of Slovenian military terminology
- Branko Marušič, történész
- Fedja Marušič, kajak világbajnok
- Franc Marušič, fizikus
- Franc Lanko Marušič, nyelvész
- Ivan Janez Marušič, tájépítész
- Tomaž Marušič, politikus (Szlovén Néppárt), igazságügyi miniszter (1997–2000)
- Anton Mihelič, neurofiziológus, a Károly Egyetem dékánja Prágában
- Dušan Pirjevec Ahac, történész és filozófus
- Marko Anton Plenčič, a modern mikorobiológia úttörője
- Josip Srebrnič, teológus, Krk püspöke
- Jože Srebrnič, politikus, kommunista pártvezér, az olasz parlament képviselője
- Boštjan Vuga, építész
- Lucijan Vuga, mérnök, feltaláló, író
- Danilo Zavrtanik, tudós és a Nova Gorica Egyetem dékánja

## Fordítás
- Ez a szócikk részben vagy egészben  a   Solkan című angol Wikipédia-szócikk ezen változatának fordításán alapul.  Az eredeti cikk szerkesztőit annak laptörténete sorolja fel. Ez a jelzés csupán a megfogalmazás eredetét és a szerzői jogokat jelzi, nem szolgál a cikkben szereplő információk forrásmegjelöléseként.